# Laetentur Caeli
Laetentur Caeli: Bulla Unionis Graecorum (en español: Alégrese el cielo: Bula para la Unión con los griegos) fue una bula papal emitida el 6 de julio de 1439 por el papa Eugenio IV al concluir el Concilio de Ferrara-Florencia. Unió oficialmente la Iglesia católica con la Iglesia ortodoxa, terminando temporalmente el Cisma de Oriente. Sin embargo, poco después fue repudiado por la mayoría de los obispos orientales. El íncipit de la bula (también usado como título) deriva del Salmos 96:11 de la Vulgata.